# Сохондинский заповедник
Сохонди́нский госуда́рственный приро́дный биосфе́рный запове́дник  организован 11 декабря 1973 года. Сохондинский заповедник получил статус биосферного в 1985 году. Заповедник расположен в Южном Забайкалье. Заповедник занимает наиболее возвышенную часть Хэнтей-Чикойского нагорья с гольцовым массивом Сохондо. Горный массив Сохондо протянулся по периферии Хэнтей-Чикойского нагорья с юго-запада на северо-восток почти на 20 км при ширине до 14 км. Голец имеет две вершины — Большой Сохондо высотой 2505 м н. у. м. и Малый (2404 м), перевал между ними расположен на высоте 2000 м. Голец Сохондо представляет собой древний вулкан. В заповеднике множество озёр преимущественно ледникового происхождения. Общая площадь 210988 га. Охранная зона заповедника 36 060 га.

## Климат
Климат отличается резкой континентальностью. Характерна сухая и малоснежная зима. Продолжительность устойчивого снежного покрова – 130–145 дней.

## Флора и фауна
Выявлено 923 вида сосудистых растений, установлено обитание 67 видов млекопитающих, около 250 видов птиц, 3 видов амфибий, 4 видов рептилий, а в горных реках и озёрах — 8 видов рыб.
Зарегистрировано также свыше 1200 видов насекомых, из них 1107 видов чешуекрылых или бабочек. Животные, характерные для заповедника: соболь, бурый медведь, изюбрь, сибирская косуля, лось, кабан, кабарга, каменный глухарь, белая куропатка, рябчик, тетерев, бородатая куропатка, горный конёк, альпийская завирушка и другие. Среди эндемиков, обнаруженные на западных степных склонах Сохондо коллемболы Sibiracanthella sohondo.